# Домашний чемпионат Великобритании 1962/1963
Домашний чемпионат Великобритании 1962/63 (англ. 1962–63 British Home Championship), также известный в Великобритании как Домашний международный чемпионат 1962/63 (англ. 1962–63 Home International Championship) — шестьдесят восьмой розыгрыш Домашнего чемпионата, футбольного турнира с участием сборных четырёх стран Великобритании (Англии, Шотландии, Уэльса и Северной Ирландии). Победу в турнире одержала сборная Шотландии.
Турнир старовал 20 октября 1962 года сразу двумя матчами: в Белфасте англичане обыграли североирландцев со счётом 3:1, а в Кардиффе шотландцы победили валлийцев со счётом 3:2. 7 ноября Шотландия в Глазго разгромила Северную Ирландию со счётом 5:1 (четыре гола забил Денис Лоу), а две недели спустя Англия в Лондоне разгромила Уэльс (4:0). 3 апреля 1963 года сборная Уэльса на выезде обыграла сборную Северной Ирландии (4:1). 6 апреля Англия проиграла Шотландии на «Уэмбли» со счётом 1:2, что гарантировало шотландцам победу в Домашнем чемпионате.

## Турнирная таблица
| Поз | Команда           | И | В | Н | П | МЗ | МП | РМ | О |
| --- | ----------------- | - | - | - | - | -- | -- | -- | - |
| 1   | Шотландия (Ч)     | 3 | 3 | 0 | 0 | 10 | 4  | +6 | 6 |
| 2   | Англия            | 3 | 2 | 0 | 1 | 8  | 3  | +5 | 4 |
| 3   | Уэльс             | 3 | 1 | 0 | 2 | 6  | 8  | −2 | 2 |
| 4   | Северная Ирландия | 3 | 0 | 0 | 3 | 3  | 12 | −9 | 0 |

## Результаты матчей
| Северная Ирландия  | 1:3     | Англия                         |
| ------------------ | ------- | ------------------------------ |
| Армфилд 62′ (авт.) | (отчёт) | - Гривз 38′ - О’Грейди 71′ 73′ |

| Уэльс                      | 2:3     | Шотландия                                     |
| -------------------------- | ------- | --------------------------------------------- |
| - Оллчерч 40′ - Чарльз 87′ | (отчёт) | - Колдоу 19′ (пен.) - Лоу 62′ - Хендерсон 77′ |

| Шотландия                             | 5:1     | Северная Ирландия |
| ------------------------------------- | ------- | ----------------- |
| - Лоу 40′ 60′ 73′ 86′ - Хендерсон 76′ | (отчёт) | Бингем 8′         |

| Англия                                    | 4:0     | Уэльс |
| ----------------------------------------- | ------- | ----- |
| - Коннелли 7′ - Пикок 35′ 63′ - Гривз 88′ | (отчёт) |       |

| Северная Ирландия | 1:4     | Уэльс                               |
| ----------------- | ------- | ----------------------------------- |
| Харви 36′         | (отчёт) | - Вуснам 23′ - К. Джонс 33′ 85′ 90′ |

| Англия     | 1:2     | Шотландия              |
| ---------- | ------- | ---------------------- |
| Дуглас 79′ | (отчёт) | Бакстер 28′ 30′ (пен.) |

## Победитель
| Победитель Домашнего чемпионата 1962/63 |
| Шотландия Тридцать четвёртый титул      |

## Бомбардиры
- 5 голов
  -  Денис Лоу

- 3 гола
  -  Клифф Джонс

- 2 гола
  -  Джимми Гривз
  -  Майкл О’Грейди
  -  Алан Пикок
  -  Джим Бакстер
  -  Уилли Хендерсон[англ.]

## Комментарии
1. ↑  В других источниках (например, на сайтах EU-Football Архивная копия от 4 мая 2023 на Wayback Machine и England Football Online Архивная копия от 4 мая 2023 на Wayback Machine) значится как гол нападающего североирландцев Хью Барра[англ.].